# DuMont’s Bibliothek des Phantastischen
DuMont’s Bibliothek des Phantastischen war eine im Kölner DuMont-Verlag erschienene, von Frank Rainer Scheck herausgegebene Buchreihe mit vorwiegend internationaler phantastischer Literatur.
In ihr erschienen ab 1990 einige wesentliche Werke der phantastischen Literatur in deutscher Erstausgabe, darunter Edward Harold Visiaks Medusa, John Meade Falkners The Lost Stradivarius, Arthur R. Ropes’ The Hole of the Pit und Claude Seignolles Marie, la Louve.
Trotz der sorgfältigen Ausgaben mit Nachworten und genauen editorischen Bemerkungen wurde die Reihe nach nur zwölf Titeln 1992 eingestellt.
In der Reihe erschienen die folgenden Titel:
- Valerij Brjusov: Der feurige Engel. Nr. 3001. Aus dem Russischen von Reinhold von Walter. 1990, ISBN 3-7701-2540-1.
- Vernon Lee: Amour dure : Unheimliche Erzählungen.  Nr. 3002.  Aus dem Englischen von M. von Berthof und Susanne Tschirmer. 1990, ISBN 3-7701-2568-1.
- Alexander Lernet-Holenia: Ein Traum in Rot. Nr. 3003. Roman 1990, ISBN 3-7701-2616-5.
- Maurice Sandoz: Das Labyrinth. Nr. 3004. Aus dem Französischen von Gertrud Droz-Rüegg. 1991, ISBN 3-7701-2738-2.
- Edward Harold Visiak: Medusa. Nr. 3005. Aus dem Englischen von Manfred Allié. 1991, ISBN 3-7701-2729-3.
- Robert Aickman: Glockengeläut : Makabre Erzählungen. Nr. 3006.  Aus dem Englischen von Susanne Tschirner. 1991, ISBN 3-7701-2692-0.
- Claude Seignolle: Marie, die Wölfin. Nr. 3007. Aus dem Französischen von Michael Mosblech. 1991, ISBN 3-7701-2866-4.
- John Meade Falkner: Die Stradivari. Nr. 3008. Aus dem Englischen von Irene Martschukat. 1991, ISBN 3-7701-2805-2.
- Hugh Walpole: Der Täter und der Tote. Nr. 3009. Aus dem Englischen von Reinhard Merker. 1991, ISBN 3-7701-2867-2.
- Arthur R. Ropes: Aus dem Abgrund. Nr. 3010. Aus dem Englischen von Manfred Allié. 1992, ISBN 3-7701-2990-3.
- Robert Aickman: Schlaflos : Makabre Erzählungen. Nr. 3011. Aus dem Englischen von Reinhard Merker. „Die Züge“ übers. von Irene Martschukat. 1992, ISBN 3-7701-2693-9.
- Thomas Ligotti: Die Sekte des Idioten : Unheimliche Erzählungen. Nr. 3012. Aus dem Amerikanischen von Irene Martschukat. 1992, ISBN 3-7701-3017-0.